# El Golaa-El Maaden-Forgassen
El Golaa-El Maaden-Forgassen (àrab: القلعة المعدن الفرقصان, al-Qalʿa al-Maʿadin al-Furqaṣān) és un municipi tunisià de la governació de Jendouba. El seu centre és el lloc de Ouerguech, adscrit administrativament a la delegació de Ghardimaou. Està situat a la frontera amb Algèria i limita també amb els municipis de Ghardimaou, Jendouba, Oued Mliz i Jaouaouada.El municipi té una base militar avançada per a l'exèrcit tunisià i hi ha instal·lacions de seguretat i frontereres.

## Administració
Constitueix la municipalitat o baladiyya homònima, amb codi geogràfic 22 21 (ISO 3166-2:TN-12).
També forma tres sectors o imades, de la delegació o mutamadiyya de Ghardimaou (22 57):
- El Mâaden (22 57 53)
- Forgassen (22 57 59)
- El Galâa (22 57 62)